# Елиашевич, Ольга Антоновна
Ольга Антоновна Елиашевич (17 июля 1891, Полоцк — 19 апреля 1947, Днепропетровск) — советский геоботаник. Кандидат биологических наук (1936), профессор (1947).

## Биография
Окончила Петроградские высшие женские курсы (1914). В 1915—1917 годах работала ассистентом Сельскохозяйственных высших женских курсов.
С 1920 года в Екатеринославе . В 1921—1925 годах — ассистент кафедры ботаники Днепропетровского института народного образования, в 1925—1930 годах там же читала курс морфологии и систематики цветковых растений. В 1931—1947 годах заведовала отделом геоботаники Днепропетровского ботанического сада; одновременно в 1927—1929 годах — преподаватель; в 1936—1941 годах — доцент; в 1947 году — заведующий кафедрой фармакогнозии Днепропетровского фармацевтического института.
В 1946 году организовала в долине Днепра стационарный геоботанический пункт.

## Научные работы
- «К растительности Днепропетровска» // Зап. Дніпроп. ІНО. 1927. № 1;
- «Луки середнього Дніпра (Курилівські плавні)» // Зб. робіт Дніпроп. ботан. саду. 1936. № 1;
- «Растительность речных долин правобережья Среднего Днепра (реки Саксагань, Бузувлук)» // Науч. зап. Днепроп. ун-та. 1941. Т. 28;
- «Сукцессии в районе Днепровского водохранилища» // БЖ СССР. 1947. Т. 32, № 3;
- «Режим местообитаний основных типов луговой растительности и конкурентные отношения ценообразующих видов» // Науч. зап. Днепроп. ун-та. 1948. Т. 30.